# Tanzânia nos Jogos Olímpicos de Verão de 2020
A Tanzânia deverá competir nos Jogos Olímpicos de Verão de 2020 em Tóquio. Originalmente programados para ocorrerem de 24 de julho a 9 de agosto de 2020, os Jogos foram adiados para 23 de julho a 8 de agosto de 2021, por causa da pandemia COVID-19. Será a 14ª participação da nação nos Jogos Olímpicos de Verão desde sua estreia em 1964, tendo perdido apenas a edição de 1976, quando apoiou o boicote das nações africanas.

## Competidores
Abaixo está a lista do número de competidores nos Jogos.
| Esporte   | Masculino | Feminino | Total |
| --------- | --------- | -------- | ----- |
| Atletismo | 2         | 1        | 3     |
| Total     | 2         | 1        | 3     |

## Atletismo

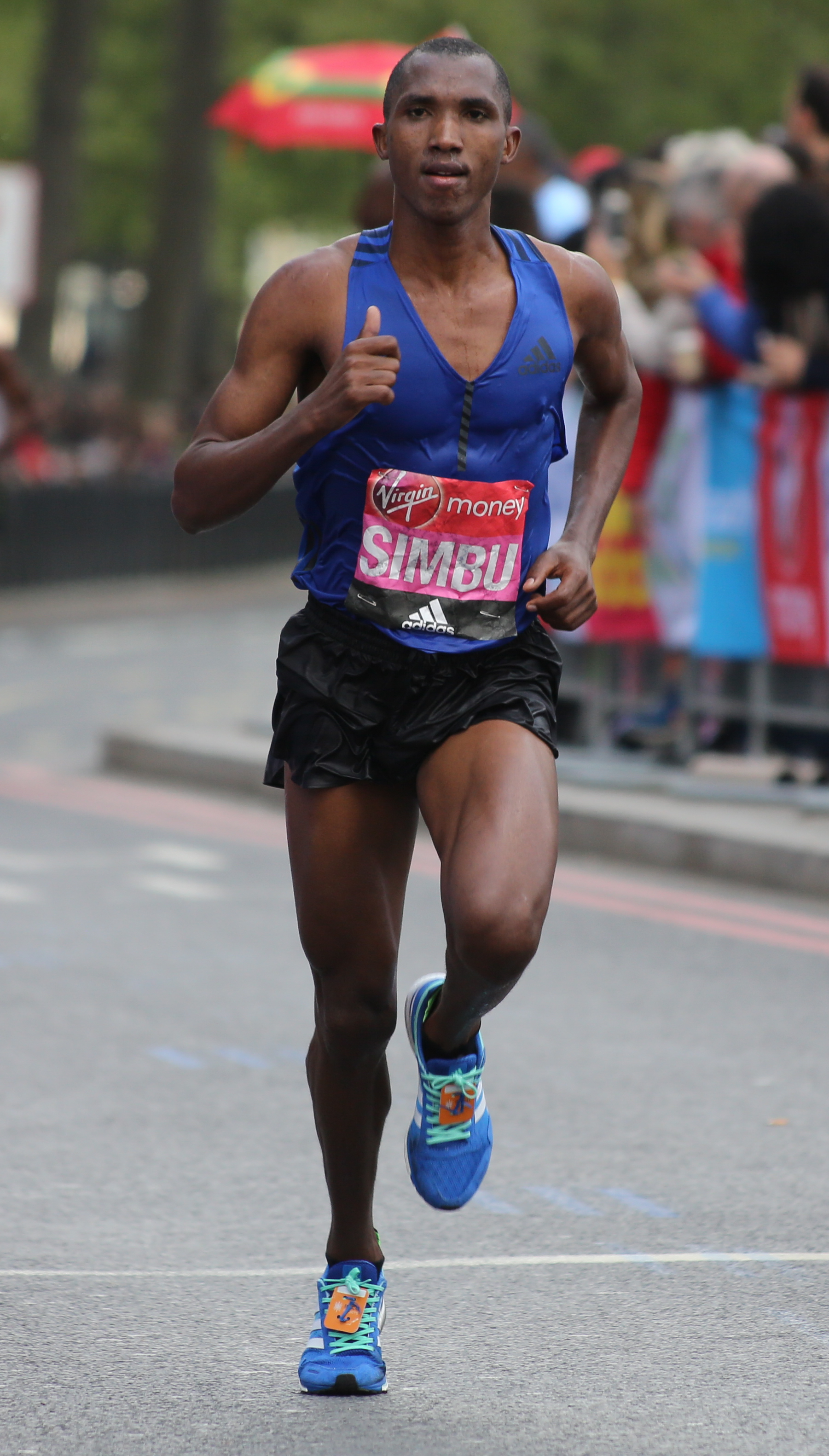
Alphonce Felix Simbu

Atletas da Tanzânia conquistaram marcas de entrada, seja por tempo de qualificação ou por ranking mundial, nos seguintes eventos de pista e campo (até o máximo de 3 atletas em cada evento):
- Nota– As posições para os eventos de pista são em relação à bateria do atleta
- Q = Qualificado para a próxima fase
- q = Qualificado para a próxima fase como o perdedor mais rápido ou, em eventos de campo, pela posição sem atingir o alvo para qualificação
- NR = Recorde nacional
- N/A = Fase não aplicável para o evento
- Bye = Atleta não precisou disputar aquela fase

Eventos de pista e estrada
| Atleta               | Evento             | Final     | Final   |
| Atleta               | Evento             | Resultado | Posição |
| -------------------- | ------------------ | --------- | ------- |
| Gabriel Gerald Geay  | Maratona masculina |           |         |
| Alphonce Felix Simbu | Maratona masculina |           |         |
| Failuna Matanga      | Maratona feminina  |           |         |